# São Romão (ort)
São Romão är en ort i Brasilien.   Den ligger i kommunen São Romão och delstaten Minas Gerais, i den sydöstra delen av landet, 300 km öster om huvudstaden Brasília. São Romão ligger 488 meter över havet och antalet invånare är 10 285.
Terrängen runt São Romão är platt. Runt São Romão är det mycket glesbefolkat, med 3 invånare per kvadratkilometer.. Det finns inga andra samhällen i närheten.
Omgivningarna runt São Romão är huvudsakligen savann.